# Bobr (vattendrag i Vitryssland, Minsks voblast, lat 54,05, long 28,85)
Bobr (vitryska: Бобр) är ett vattendrag i Belarus.   Det ligger i voblasten Minsks voblast, i den centrala delen av landet, 90 km öster om huvudstaden Minsk.
I omgivningarna runt Bobr växer i huvudsak blandskog. Runt Bobr är det glesbefolkat, med 16 invånare per kvadratkilometer.